# راسيل هنت
راسيل هنت (1950 في الولايات المتحدة - ) (بالإنجليزية: Russ Hunt)‏ هو لاعب كرة سلة أمريكي في مركز الوسط.

## وصلات خارجية
- راسيل هنت على موقع كلية كرة السلة في سبورتس رفرنس.كوم (الإنجليزية)